# Parki narodowe w Wybrzeżu Kości Słoniowej
Parki narodowe w Wybrzeżu Kości Słoniowej – obszary prawnie chronione na terenie Wybrzeża Kości Słoniowej.
W Wybrzeżu Kości Słoniowej znajduje się 8 parków narodowych o łącznej powierzchni 17321 km² (stan na 2019 rok) i wszystkie zarządzane są przez Office Ivoirien des Parcs et Réserves (OIPR).

## Parki narodowe
Poniższa tabela przedstawia iworyjskie parki narodowe (stan na 2019 rok):
Nazwa parku narodowego – nazwa za Komisją Standaryzacji Nazw Geograficznych poza Granicami Rzeczypospolitej Polskiej;
 Rok – rok utworzenia/poszerzenia parku;
Powierzchnia – powierzchnia parku w km²;
Położenie – dystrykt;
Uwagi – informacje na temat statusu rezerwatu biosfery UNESCO, posiadanych certyfikatów, przyznanych nagród i wyróżnień międzynarodowych itp.
     Światowe dziedzictwo UNESCO
| Lp. | Zdjęcie | Nazwa parku narodowego         | Rok  | Powierzchnia [km²] | Położenie (dystrykt)    | Uwagi |
| --- | ------- | ------------------------------ | ---- | ------------------ | ----------------------- | --- |
| 1.  |         | Parc national d’Azagny         | 1981 | 194                | Abidżan                 | W 1996 roku wpisany na listę konwencji ramsarskiej |
| 2.  |         | Parc national du Banco         | 1953 | 30                 | Abidżan                 | |
| 3.  |         | Parc national de la Comoé      | 1968 | 11491,5            | Zanzan Savanes          | W 1982 roku wpisany na listę światowego dziedzictwa UNESCO; rezerwat biosfery UNESCO |
| 4.  |         | Parc national des îles Ehotilé | 1974 | 5,5                | Comoé                   | W 2005 roku wpisany na listę konwencji ramsarskiej; w 2006 roku wpisany na iworyjską listę informacyjną UNESCO – listę obiektów, które Wybrzeże Kości Słoniowej zamierza rozpatrzyć do zgłoszenia do wpisu na listę światowego dziedzictwa UNESCO |
| 5.  |         | Parc national de la Marahoué   | 1968 | 1010               | Sassandra-Marahoué      | Ostoja ptaków IBA |
| 6.  |         | Parc national du Mont Péko     | 1968 | 340                | Montagnes               | |
| 7.  |         | Parc national du Mont Sangbé   | 1976 | 950                | Montagnes               | Ostoja ptaków IBA |
| 8.  |         | Parc national de Taï           | 1972 | 3300               | Bas-Sassandra Montagnes | W 1982 roku wpisany na listę światowego dziedzictwa UNESCO; rezerwat biosfery UNESCO |